# 歐魯布蘭庫 (北里約格朗德州)
歐魯布蘭庫（葡萄牙語：Ouro Branco），是巴西的城鎮，位於該國東北部，由北里約格朗德州負責管轄，始建於1905年，面積253平方公里，海拔高度100至200米，2010年人口4,699，人口密度每平方公里18.55人。
|latd=6|latm=42|lats=3|latNS=S
|longd=36|longm=56|longs=45|longEW=W